# ラロトンガ国際空港
ラロトンガ国際空港（ラロトンガこくさいくうこう、英語：Rarotonga International Airport）は、クック諸島の首都アバルアから西へ3 kmに位置する国際空港である。滑走路の長さが2300メートル足らずしかないが、かつてニュージーランド航空はオークランドとの間にボーイング747型機を就航させていた。

## 就航路線

### 国際線
| 航空会社             | 就航地                                                            |
| -------------------- | ----------------------------------------------------------------- |
| ニュージーランド航空 | オークランド                                                      |
| エアタヒチ           | パペーテ                                                          |
| ハワイアン航空       | ホノルル                                                          |
| ジェットスター航空   | オークランド、シドニー、ブリズベン(2026年5月18日より運航開始予定) |

### 国内線
| 航空会社       | 就航地                                                     |
| -------------- | ---------------------------------------------------------- |
| ラロトンガ航空 | アイツタキ、アチウ、マンガイア、マニヒキ、マウケ、ミチアロ |

### 旅客便就航都市一覧
クック諸島
- 北クック諸島
  - マニヒキ環礁
- 南クック諸島
  - アイツタキ島、アチウ島、マンガイア島、マウケ島、ミチアロ島

ポリネシア
- ニュージーランド : オークランド
- フランス領ポリネシア : タヒチ島

オーストラリア
- オーストラリア : シドニー、ブリズベン(2026年5月18日より就航予定)

北アメリカ
- アメリカ合衆国 : ホノルル

## ギャラリー

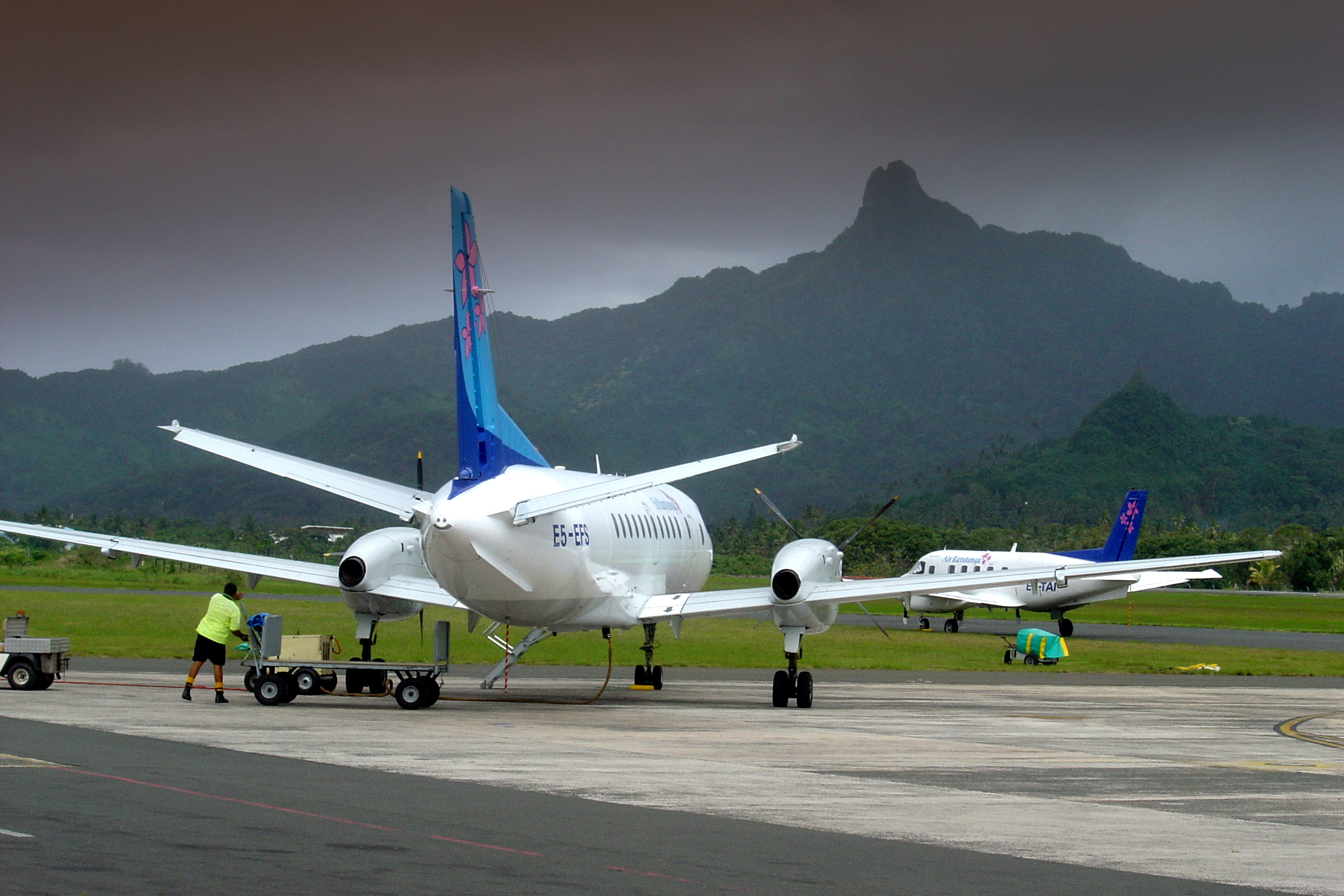
ラロトンガ航空 (SAAB)

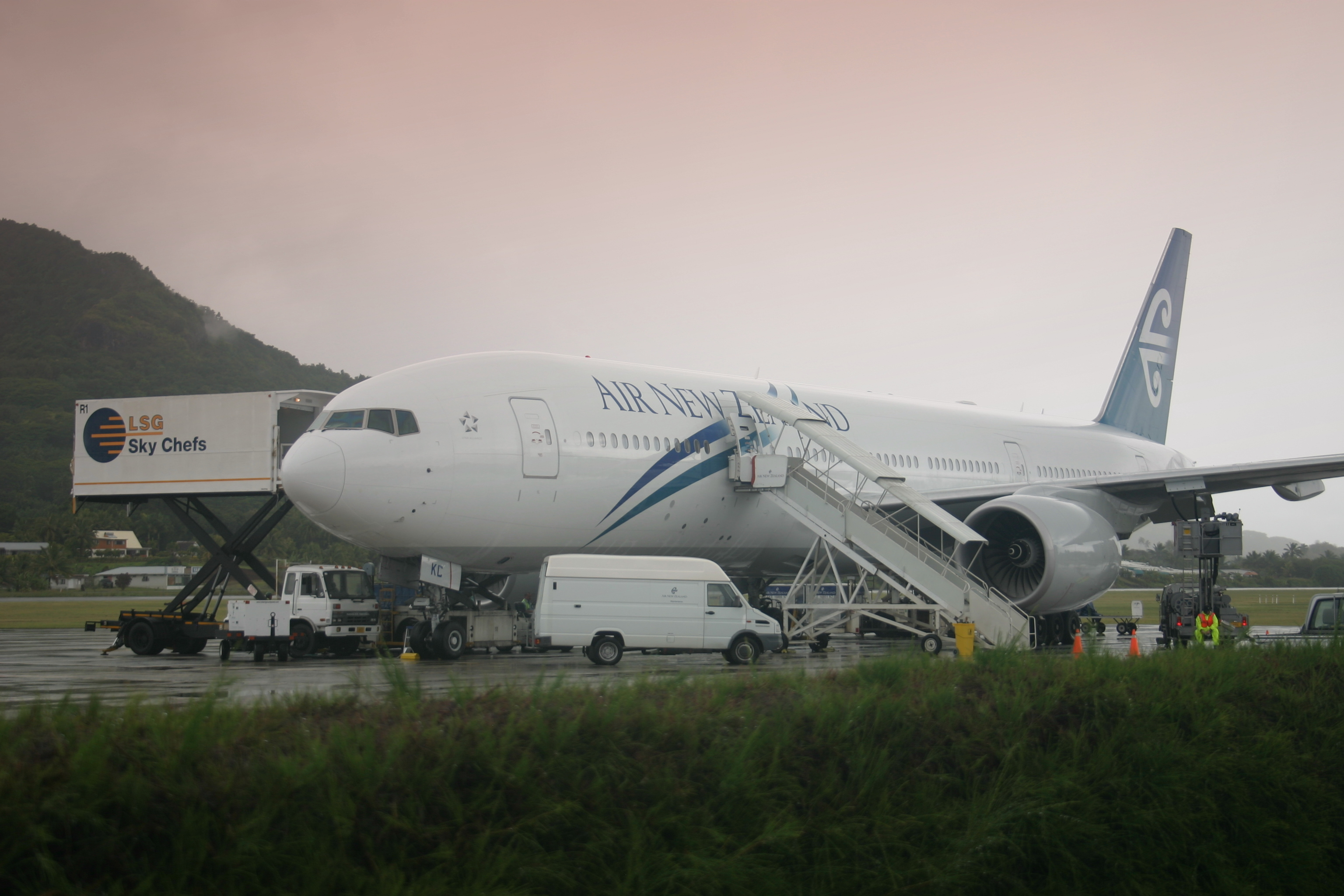
ニュージーランド航空 (B777)

## 脚註
1. ↑  “ジェットスター、2016年3月からオークランド/ラロトンガ線に就航”.   FlyTeam (2015年10月8日). 2016年10月22日閲覧。
2. ↑  “Jetstar Schedules Brisbane – Rarotonga mid-May 2026 Launch”. 2025年8月8日閲覧。